# Tuk (Rovišće)
Tuk je naselje u Republici Hrvatskoj, u sastavu općine Rovišće, Bjelovarsko-bilogorska županija.

## Stanovništvo
Prema popisu stanovništva iz 2001. godine, naselje je imalo 416 stanovnika te 121 obiteljskih kućanstava.
| broj stanovnika | 252   | 290   | 244   | 309   | 360   | 359   | 343   | 371   | 442   | 477   | 488   | 464   | 485   | 447   | 416   | 354   | 288   |
|                 | 1857. | 1869. | 1880. | 1890. | 1900. | 1910. | 1921. | 1931. | 1948. | 1953. | 1961. | 1971. | 1981. | 1991. | 2001. | 2011. | 2021. |

## Poznate osobe
- mons. Ratko Perić, biskup mostarsko-duvanjski i trajni apostolski upravitelj trebinjsko-mrkanski u miru

## Šport
- NK TOSK